# Inti
 Para outros usos deste termo, veja Inti (desambiguação).
O Inti foi a moeda oficial do Peru de fevereiro de 1985 até junho de 1991.

## História[3]
O Inti entrou em vigência em em 1º de Fevereiro de 1985, através da Lei 24.064, de Janeiro de 1985, como moeda substituta do sol de ouro, que na época estava hiperinflacionado e era dividido em 100 cêntimos. A nova moeda entrou em circulação nos últimos meses do governo de Fernando Belaúnde. Sua equivalência de câmbio era de 1000 Soles de Oro para cada Inti. Seu nome foi uma homenagem ao deus Inca, Apu Inti e também significa "sol" em quechua.
Primeiro, foram lançadas as moedas de 1,5,10, 20 e 50 cêntimos, além de 1 e 5 Intis em maio de 1985, e em junho começavam a ser lançadas as cédulas de 10, 50, 100 e 500 Intis. A ideia era lançar notas de valores maiores até o primeiro semestre de 1987. 
A partir de 1º de Janeiro de 1986, o inti era oficializado como moeda de conta para a contabilidade de empresas públicas e privadas. Em 1985, 1 dólar era equivalente a 13.000 Soles de Oro, que depois valeria 13 Intis na conversão. 
Devido a crise econômica severa e a hiperinflação instaurada no governo de Alan García, começaram a imprimir notas com cada vez mais zeros, de 5.000 até 500.000 Intis, deixando de lado o uso das moedas. A solução foi converter para dólares, já que para compra de alimentos básicos, era usada a moeda americana e era preciso usar grandes quantidades de notas para comprar poucos itens, chegando a ter até 100 tipos de câmbio diferentes.
No final de 1990, a desvalorização da moeda era tanta que foi criado o Million Inti, que entrou em circulação em 1º de Janeiro de 1991. Foram emitidas cédulas de 1.000.000 e 5.000.000 de Intis.  Em julho de 1991, o Nuevo Sol, acabou por substituí-lo, na conversão de 1 Novo Sol a cada 1 Milhão de Intis.